# Jan Metsys

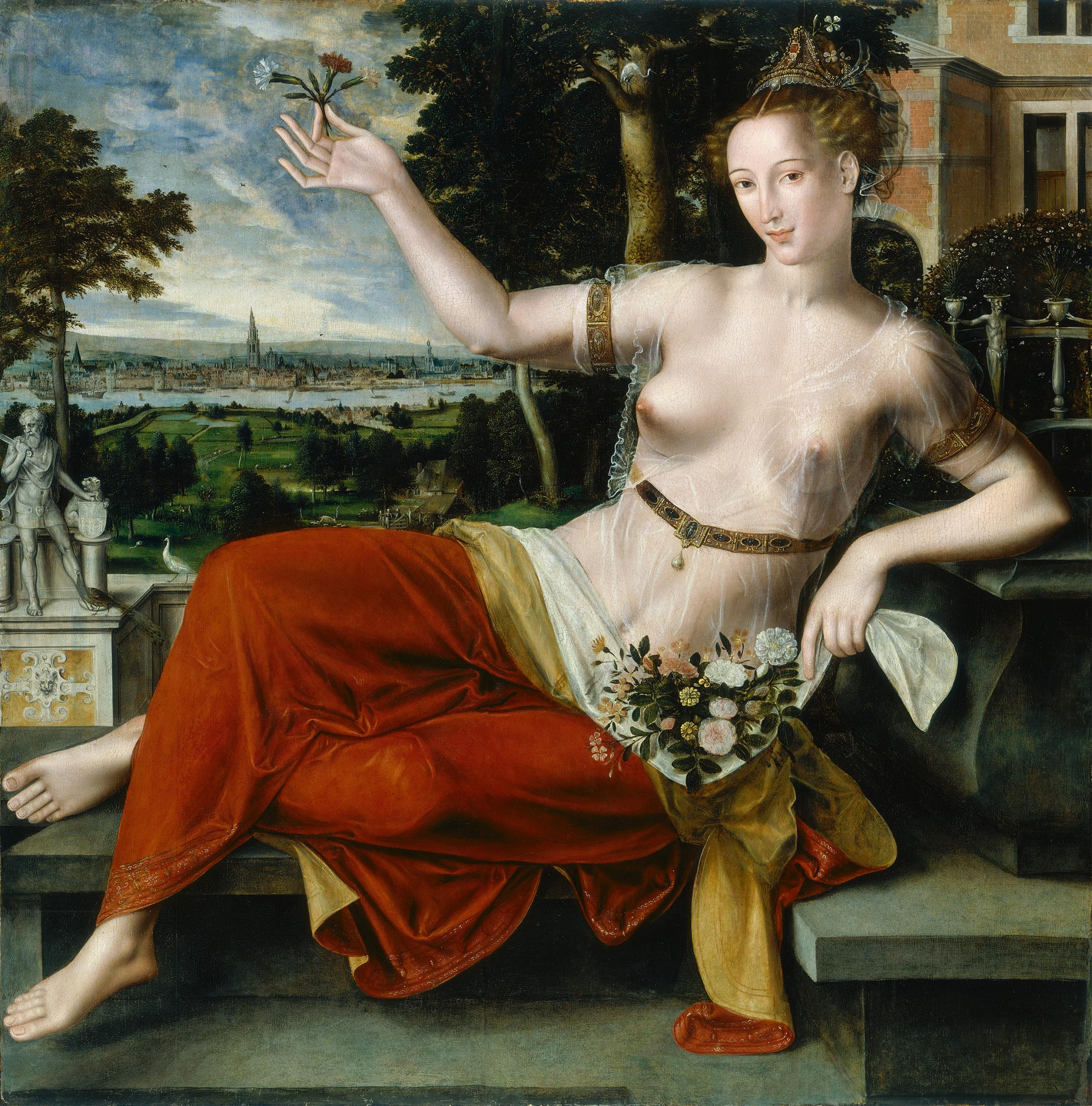
Flora (1559, háttérben Antwerpen látképe)

Jan Metsys (névváltozatok: Matsys, Massys) (Antwerpen, 1509. — Antwerpen, 1575. október 8.) flamand manierista festő, Frans Floris kortársa.

## Életpályája
Atyja, Quentin Massys (1466-1430) az antwerpeni iskola jeles festője volt, fiai Cornelius és Jan első mestere. A apa halála (1530) után Jan Metsys a festőműhely tulajdonosa, Jan már 1532-ben szerepelt a Szent Lukács festő céh tagjai sorában. Jan második mestere Frans van Tuylt antwerpeni festő volt, ennek leányát, Anna van Tuylt vette feleségül 1538-ban. Többször is menekülnie kellett, mert eretnekséggel vádolták, hosszú éveket töltött Franciaországban, Itáliában, ahol akkor a manierista stílus uralkodott.
Vallási, mitológiai témájú képeket és életképeket festett. Feltehetően a fontainebleau-i iskolával is kapcsolatba került, erre utal két mitológiai képe, az egyik Vénusz című képének hátterében a nápolyi öböl látható, s a stockholmi múzeumban őrzik, a másik Flora alakját ábrázolja, s mögötte Antwerpen látképe tárul elénk, ez utóbbi képet a hamburgi Kunsthalléban őrzik. 1558-ban térhetett vissza végleg szülővárosába, s itt élt és alkotott haláláig, s meghonosította szülőföldjén a manierista ízlést. Leghíresebb munkáját, a Lót és lányai címűt 1565 körül festette, ma a Musée Municipal őrzi (Cognac, Franciaország).
Felmerül, hogy a kisebb tehetségű mesterek azonos témákat, motívumokat alkalmaznak, azonos rajzolási, festési technikával igyekeznek boldogulni, mint az eredeti nagy tehetségű művészek, tehát másolják azokat. Ez a tendencia növekedett a képsokszorosító eljárások terjedésével (fametszet, rézmetszet), melyek korábbiak voltak, mint Gutenberg 15. század közepi könyvnyomtatási találmánya. Rengeteget készítettek belőlük szerte Európában, főleg Franciaországban és Németalföldön. „Abban az időben még senkinek a becsületét nem csorbította; ha átvette egy másik művész gondolatát vagy szerkezeti megoldását. Sőt a szerényebb mesterek egyszerűen mintakönyvnek használták a művészi metszetek gyűjteményeit, s nyugodt lélekkel kölcsönvették, ami kellett nekik.”

## Galéria

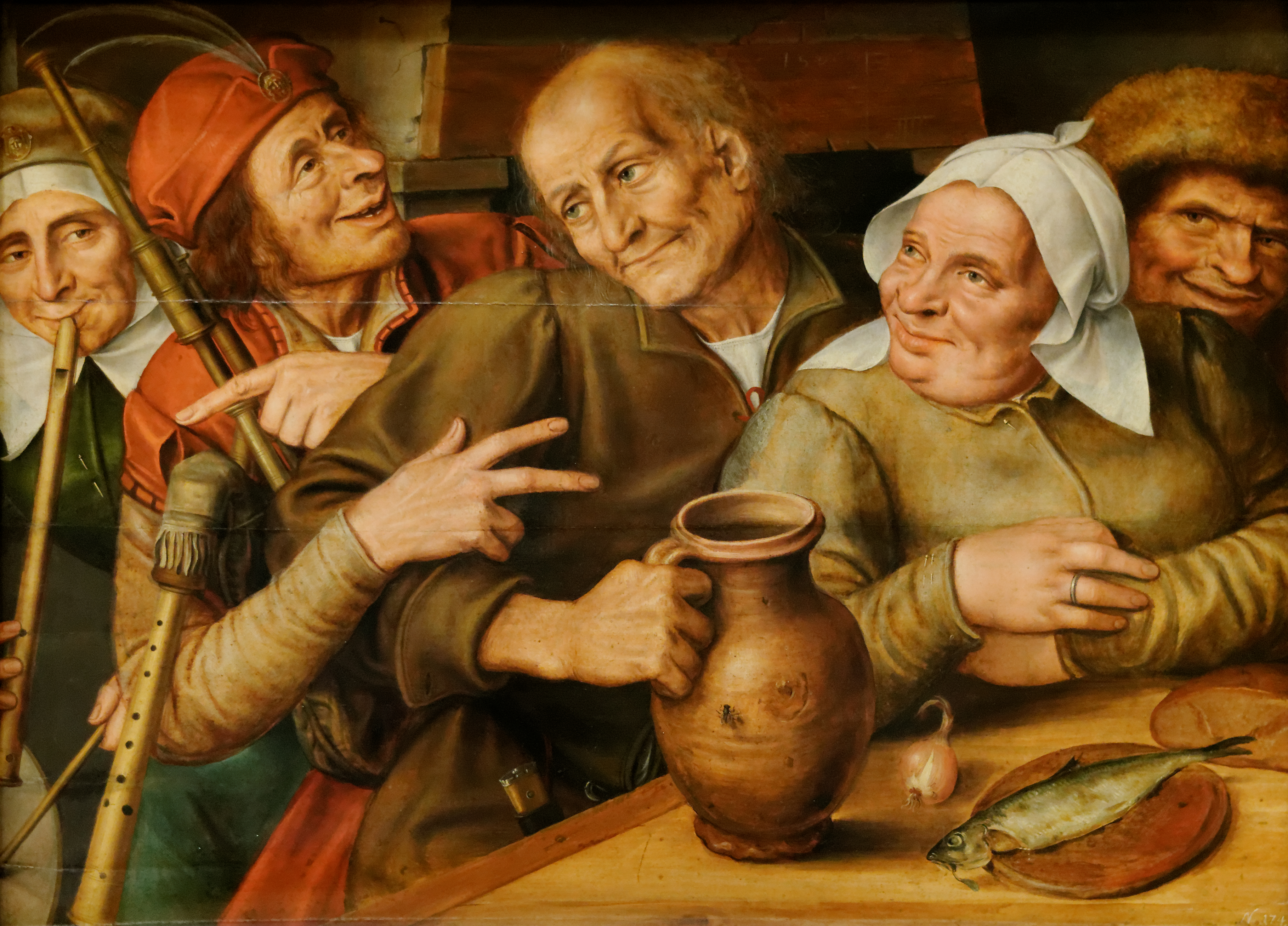
Szórakozók : életkép (1510, Bécsi Szépművészeti Múzeum)
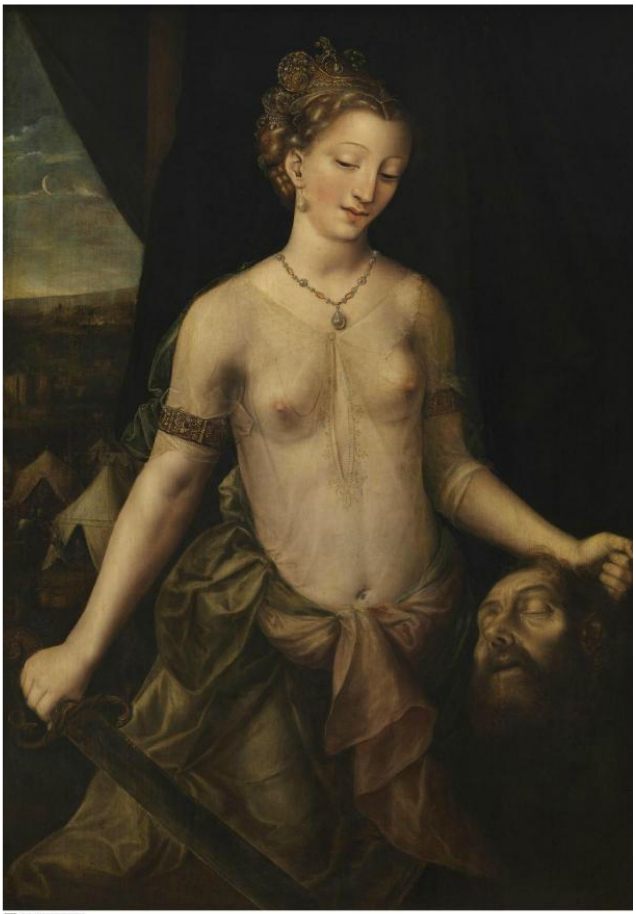
Judit Holofernes fejével (Királyi Szépművészeti Múzeum, Antwerpen)
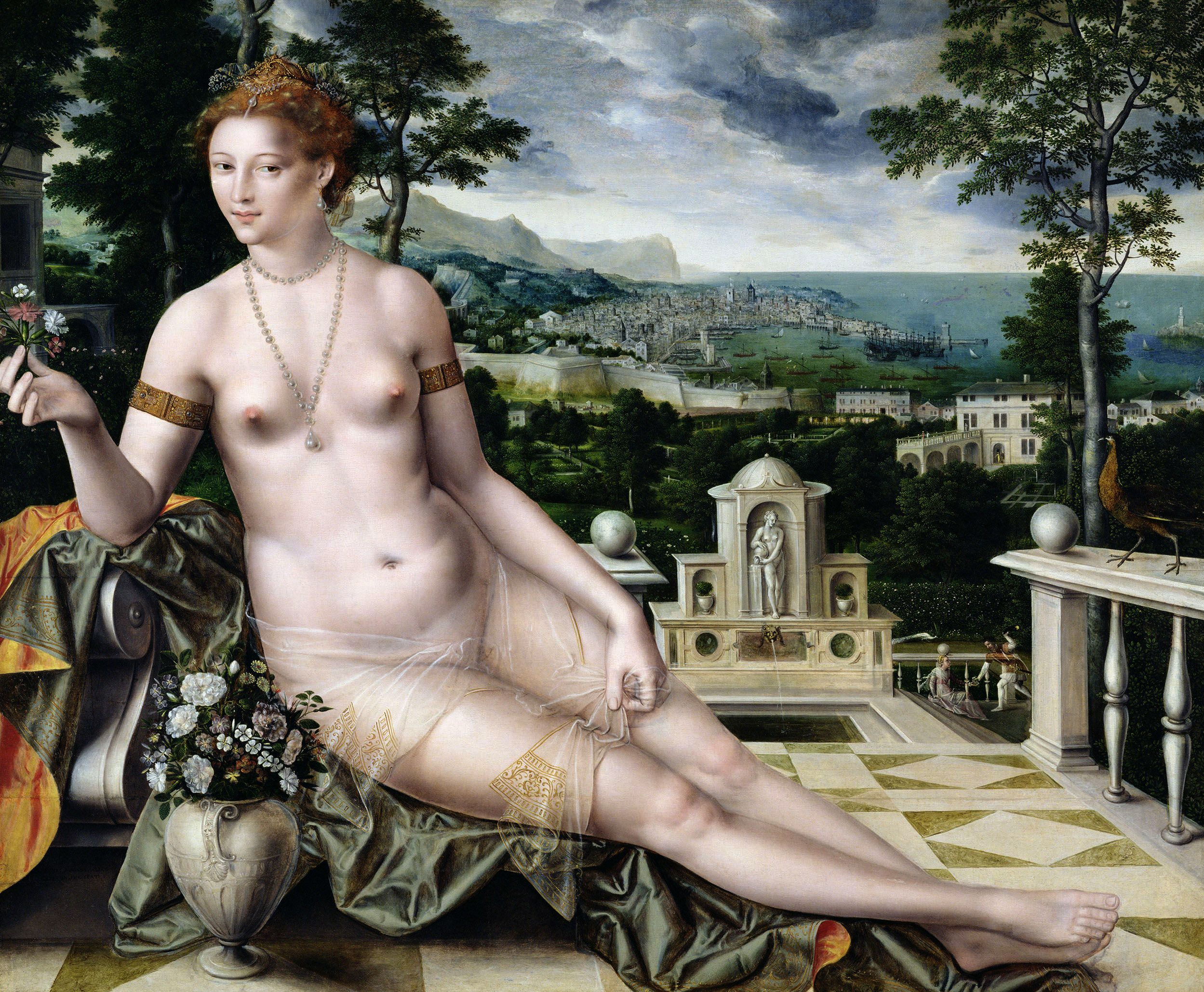
Vénusz (1561, háttérben a nápolyi öböl)
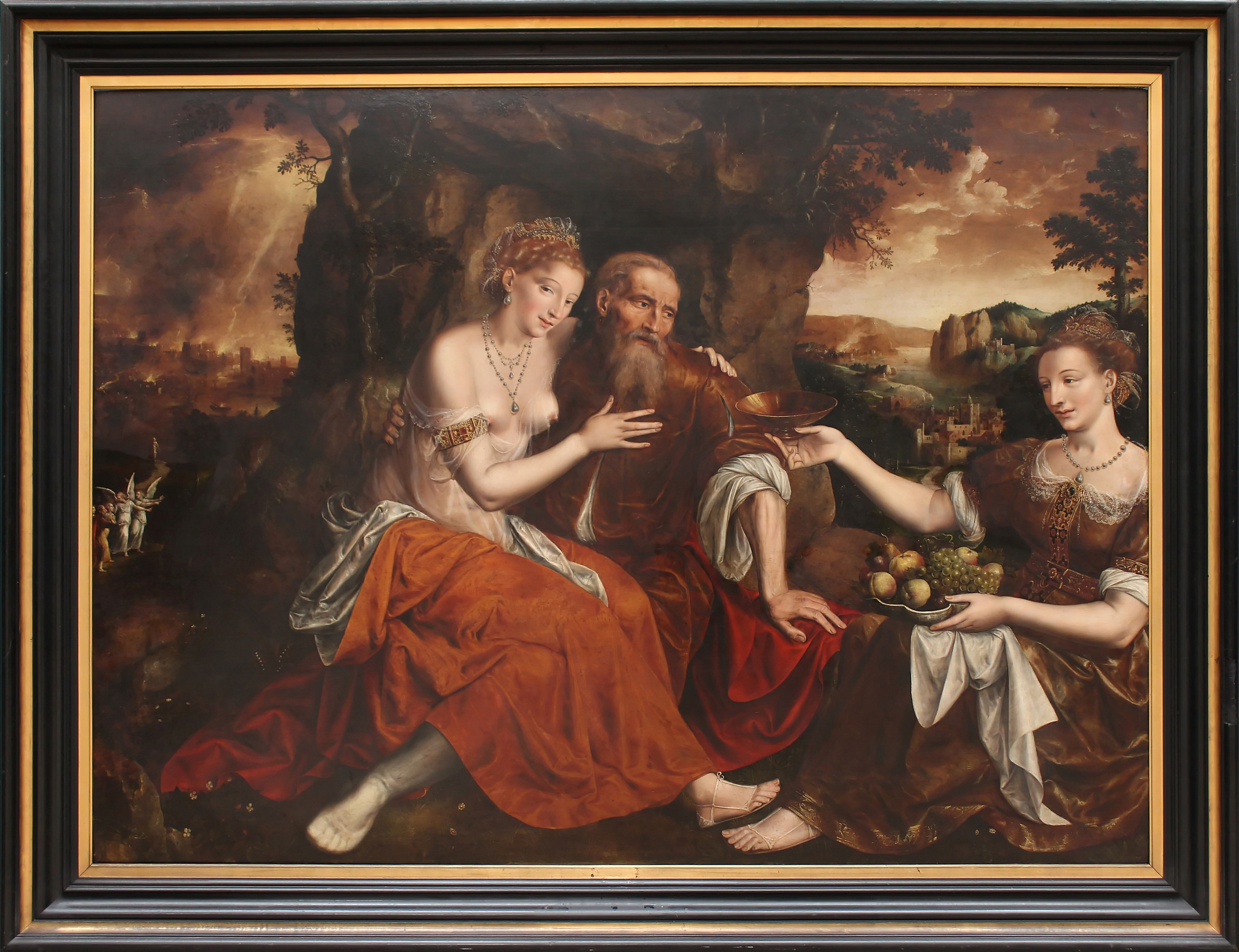
Lót és lányai (1565 körül)
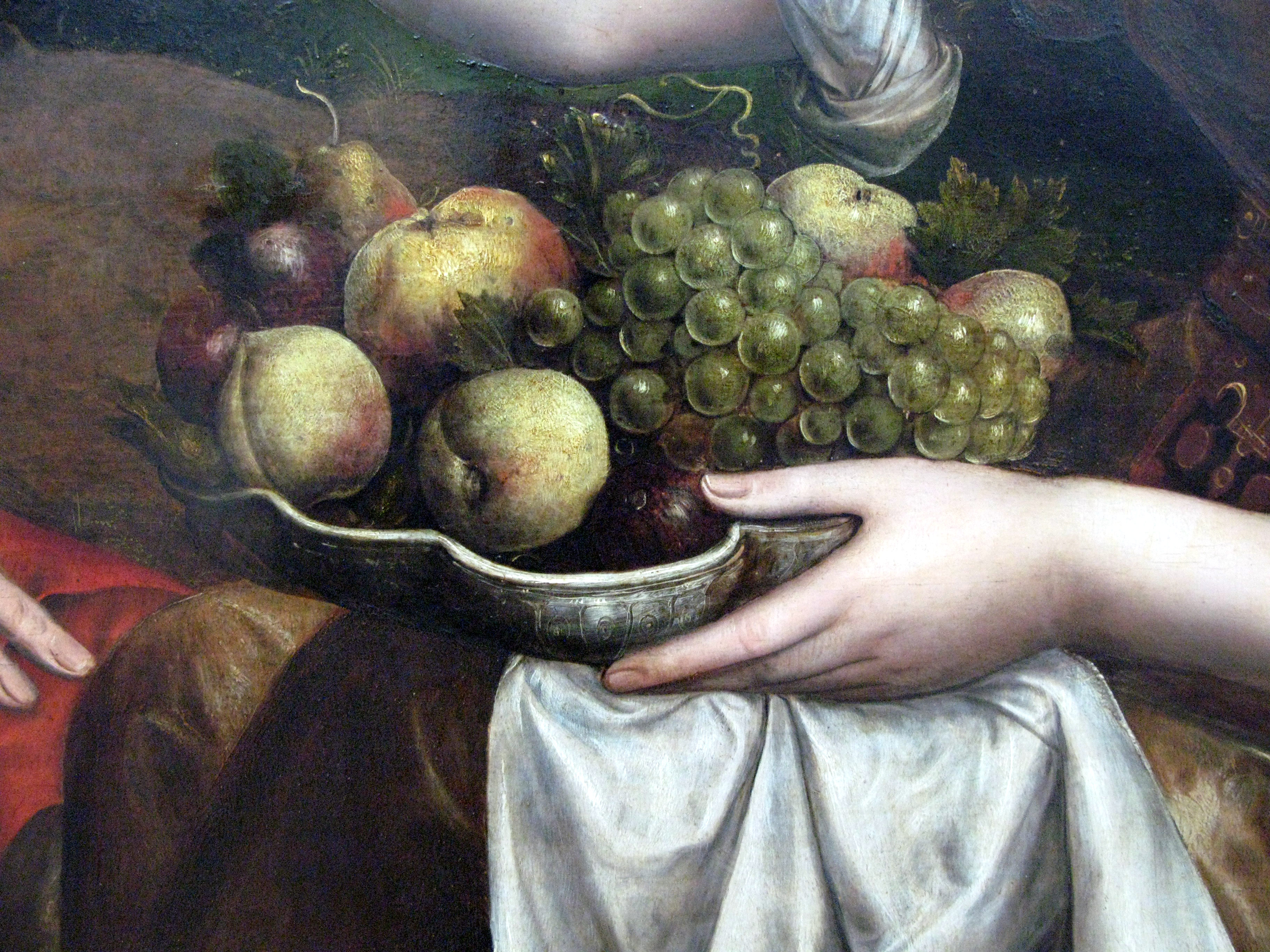
Csendélet részlet a Lót és lányai c. képből